# 400 meter för herrar i friidrott vid olympiska sommarspelen 1988
400 meter för herrar vid olympiska sommarspelen 1988 i Seoul avgjordes 28 september. 

## Medaljörer
| Gren      | Guld              | Guld  | Silver               | Silver | Brons               | Brons |
| 400 meter | Steve Lewis · USA | 43,87 | Butch Reynolds · USA | 43,93  | Danny Everett · USA | 44,09 |

## Resultat

### Final
| Placering | Final                       | Tid   |
| --------- | --------------------------- | ----- |
|           | Steve Lewis (USA)           | 43,87 |
|           | Butch Reynolds (USA)        | 43,93 |
|           | Danny Everett (USA)         | 44,09 |
| 4.        | Darren Clark (AUS)          | 44,55 |
| 5.        | Innocent Egbunike (NGR)     | 44,72 |
| 6.        | Bertland Cameron (JAM)      | 44,94 |
| 7.        | Ian Morris (TRI)            | 44,95 |
| 8.        | Mohamed Amer Al-Malki (OMA) | 45,03 |

### Semifinaler
| Placering | Heat 1                 | Tid   |
| --------- | ---------------------- | ----- |
| 1.        | Steve Lewis (USA)      | 44,35 |
| 2.        | Danny Everett (USA)    | 44.36 |
| 3.        | Darren Clark (AUS)     | 44.38 |
| 4.        | Bertland Cameron (JAM) | 44.50 |
| 5.        | Susumu Takano (JPN)    | 44.90 |
| 6.        | Jens Carlowitz (GDR)   | 45.08 |
| 7.        | Gerson Souza (BRA)     | 45.27 |
| 8.        | Tomasz Jędrusik (POL)  | 46.17 |

| Placering | Heat 2                      | Tid   |
| --------- | --------------------------- | ----- |
| 1.        | Butch Reynolds (USA)        | 44,33 |
| 2.        | Ian Morris (TRI)            | 44.60 |
| 3.        | Mohamed Amer Al-Malki (OMA) | 44.69 |
| 4.        | Innocent Egbunike (NGR)     | 44.74 |
| 5.        | Thomas Schönlebe (GDR)      | 44.90 |
| 6.        | Howard Davis (JAM)          | 45.48 |
| 7.        | Devon Morris (JAM)          | 45.68 |
| 8.        | Brian Whittle (GBR)         | 46.07 |

### Kvartsfinaler
| Placering | Heat 1                | Tid   |
| --------- | --------------------- | ----- |
| 1.        | Ian Morris (TRI)      | 44,70 |
| 2.        | Jens Carlowitz (GDR)  | 45.09 |
| 3.        | Brian Whittle (GBR)   | 45.22 |
| 4.        | Tomasz Jędrusik (POL) | 45.27 |
| 5.        | Sunday Uti (NGR)      | 45.33 |
| 6.        | Miles Murphy (AUS)    | 45.93 |
| 7.        | Dawda Jallow (GAM)    | 46.35 |
| 8.        | Elvis Forde (BAR)     | 46.59 |

| Placering | Heat 2                  | Tid   |
| --------- | ----------------------- | ----- |
| 1.        | Danny Everett (USA)     | 44,33 |
| 2.        | Innocent Egbunike (NGR) | 45.02 |
| 3.        | Thomas Schönlebe (GDR)  | 45.09 |
| 4.        | Bert Cameron (JAM)      | 45.16 |
| 5.        | Simeon Kipkemboi (KEN)  | 45.44 |
| 6.        | Todd Bennett (GBR)      | 45.96 |
| 7.        | Ousmane Diarra (SEN)    | 46.23 |
| 8.        | Troy Douglas (BER)      | 46.28 |

| Placering | Heat 3                      | Tid   |
| --------- | --------------------------- | ----- |
| 1.        | Steve Lewis (USA)           | 44,41 |
| 2.        | Darren Clark (AUS)          | 44.96 |
| 3.        | Mohamed Amer Al-Malki (OMA) | 45.01 |
| 4.        | Devon Morris (JAM)          | 45.30 |
| 5.        | Cayetano Cornet (ESP)       | 45.39 |
| 6.        | Anton Skerritt (CAN)        | 46.08 |
| 7.        | Elkana Nyangau (KEN)        | 46.09 |
| 8.        | Takale Tuna (PNG)           | 47.48 |

| Placering | Heat 4                | Tid   |
| --------- | --------------------- | ----- |
| 1.        | Butch Reynolds (USA)  | 44,46 |
| 2.        | Susumu Takano (JPN)   | 45.00 |
| 3.        | Gérson de Souza (BRA) | 45.35 |
| 4.        | Howard Davis (JAM)    | 45.40 |
| 5.        | Gabriel Tiacoh (CIV)  | 45.49 |
| 6.        | Lucas Sang (KEN)      | 45.72 |
| 7.        | Patrick Delice (TRI)  | 45.75 |
| 8.        | Rob Stone (AUS)       | 46.04 |

### Försöksheat
| Placering | Heat 1               | Tid   |
| --------- | -------------------- | ----- |
| 1.        | Todd Bennett (GBR)   | 46,37 |
| 2.        | Miles Murphy (AUS)   | 46.38 |
| 3.        | Anton Skerritt (CAN) | 46.64 |
| 4.        | Richard Louis (BAR)  | 46.80 |
| 5.        | Felix Sandy (SLE)    | 46.82 |
| 6.        | Gustavo Envela (GEQ) | 48.11 |
| 7.        | Joe Rodan (FIJ)      | 48.69 |
| 8.        | Odiya Silweya (MAW)  | 49.73 |

| Placering | Heat 2                 | Tid   |
| --------- | ---------------------- | ----- |
| 1.        | Brian Whittle (GBR)    | 46,07 |
| 2.        | Cayetano Cornet (ESP)  | 46.16 |
| 3.        | Butch Reynolds (USA)   | 46.28 |
| 4.        | Seibert Straughn (BAR) | 47.37 |
| 5.        | Filipe Lombá (POR)     | 47.57 |
| 6.        | Ali Faudet (CHA)       | 48.69 |
| 7.        | Baptiste Firiam (VAN)  | 51.77 |

| Placering | Heat 3                       | Tid   |
| --------- | ---------------------------- | ----- |
| 1.        | Mohamed Amer Al-Malki (OMA)  | 46,79 |
| 2.        | Lucas Sang (KEN)             | 46.85 |
| 3.        | Ousmane Diarra (SEN)         | 46.86 |
| 4.        | Douglas Kalembo (ZAM)        | 47.44 |
| 5.        | Mohamed Hossain Milzer (BAN) | 48.76 |
| 6.        | Akossi Gnalo (TOG)           | 51.46 |
| —         | Sérgio de Menezes (BRA)      | DNF   |

| Placering | Heat 4                      | Tid   |
| --------- | --------------------------- | ----- |
| 1.        | Ian Morris (TRI)            | 45,84 |
| 2.        | Thomas Schönlebe (GDR)      | 47.07 |
| 3.        | Sunday Uti (NGR)            | 47.08 |
| 4.        | Lin Kuang-Liang (TPE)       | 48.18 |
| 5.        | Ernest Tché-Noubossie (CMR) | 48.31 |
| 6.        | Haji Bakr Al-Qahtani (KSA)  | 48.53 |
| 7.        | Enock Musonda (ZAM)         | 49.21 |
| 8.        | Ahmed Shageef (MDV)         | 50.61 |

| Placering | Heat 5                   | Tid   |
| --------- | ------------------------ | ----- |
| 1.        | Steve Lewis (USA)        | 45,31 |
| 2.        | Jens Carlowitz (GDR)     | 45.64 |
| 3.        | Gabriel Tiacoh (CIV)     | 47.19 |
| 4.        | Jean-Didiace Bémou (CGO) | 48.46 |
| 5.        | Abdullah Ali Ahmed (LBA) | 48.89 |
| 6.        | Jonathan Chipalo (ZAM)   | 48.97 |
| 7.        | Maher Abbas (LIB)        | 51.29 |
| 8.        | Carlton Usher (BIZ)      | 51.42 |

| Placering | Heat 6                       | Tid   |
| --------- | ---------------------------- | ----- |
| 1.        | Gérson de Souza (BRA)        | 45,90 |
| 2.        | Howard Davis (JAM)           | 45.97 |
| 3.        | Takale Tuna (PNG)            | 47.87 |
| 4.        | Sunday Maweni (BOT)          | 47.97 |
| 5.        | Sulaiman Juma Al-Habsi (OMA) | 48.30 |
| 6.        | Nordin Mohamed Jadi (MAS)    | 49.52 |
| 7.        | Michael Williams (VIN)       | 51.22 |

| Placering | Heat 7                          | Tid   |
| --------- | ------------------------------- | ----- |
| 1.        | Darren Clark (AUS)              | 45,93 |
| 2.        | Simeon Kipkemboi (KEN)          | 45.15 |
| 3.        | Elvis Forde (BAR)               | 46.47 |
| 4.        | Elijah Nkala (ZIM)              | 46.60 |
| 5.        | Antonio Sánchez (ESP)           | 47.18 |
| 6.        | Jaime Rodrigues (MOZ)           | 47.33 |
| 7.        | Aouf Abdul Rahman Youssef (IRQ) | 47.45 |
| 8.        | Desai Wynter (ISV)              | 48.39 |

| Placering | Heat 8                | Tid   |
| --------- | --------------------- | ----- |
| 1.        | Bert Cameron (JAM)    | 46,24 |
| 2.        | Rob Stone (AUS)       | 46.52 |
| 3.        | Dawda Jallow (GAM)    | 46.91 |
| 4.        | Yun Nam-Han (KOR)     | 47.02 |
| 5.        | John Goville (UGA)    | 47.11 |
| 6.        | Muhammad Fayyaz (PAK) | 47.13 |
| 7.        | Yaya Seyba (MLI)      | 48.83 |
| 8.        | Alfred Browne (ANT)   | 48.92 |

| Placering | Heat 9                   | Tid   |
| --------- | ------------------------ | ----- |
| 1.        | Danny Everett (USA)      | 45,63 |
| 2.        | Devon Morris (JAM)       | 45.95 |
| 3.        | Tomasz Jędrusik (POL)    | 46.12 |
| 4.        | Patrick Delice (TRI)     | 46.14 |
| 5.        | Slobodan Branković (YUG) | 46.59 |
| 6.        | Jorge Fidel Ponce (HON)  | 51.11 |
| —         | Mwana Bute Kasongo (ZAI) | DSQ   |

| Placering | Heat 10                 | Tid   |
| --------- | ----------------------- | ----- |
| 1.        | Susumu Takano (JPN)     | 45,42 |
| 2.        | Troy Douglas (BER)      | 45.69 |
| 3.        | Innocent Egbunike (NGR) | 46.02 |
| 4.        | Elkana Nyangau (KEN)    | 46.25 |
| 5.        | Ismail Mačev (YUG)      | 46.37 |
| 6.        | Elieser Wattebosi (INA) | 47.10 |
| 7.        | Willis Todman (IVB)     | 50.11 |